# 国民議会 (エクアドル)
国民議会（こくみんぎかい、スペイン語: Asamblea Nacional）は、エクアドルの立法府である。2008年に制定された新憲法に基づき、2009年に従来の国民議会 (Congreso Nacional) に代わり設置された。

## 概要
一院制、定数137、任期4年。
政党名簿比例代表で選出される。被選挙権は18歳以上のエクアドル国民となっている。